# Youssef Howayek
Youssef Saadallah Howayek (arabă:حويك; de asemenea și Yusuf Huwayyik, Hoyek, Hoayek, Hawayek) (n. 1883- d. 1962) a fost un pictor, sculptor și scriitor din Helta, Liban.